# 静水骨骼
静水骨骼（hydrostatic skeleton）或水骨骼（hydroskeleton）是动物中一種由体液静压提供结构支撐的骨骼系统。静水骨骼在簡單的无脊椎动物十分常見的，基本上除了节肢动物和缓步动物以外都或多或少依赖静水骨骼——这里面包括软体动物和腕足动物伸出外壳之外的身体部分，而螺旋強化静水骨骼结构更是一些无外壳的软体动物（比如蛸类和蛞蝓）的典型结构。
在一些更高級的生物體也有靜水結構，通常是某个靜水器官而不是靜水骨骼，两者虽然原理相似但所覆盖的解剖学范围相差很多，并不能相提并论。比如，非螺旋静水骨骼结构是哺乳动物阴茎勃起的功能基础。

## 优缺点
生物具有靜水骨骼既有优点也有缺点。流線的外形使他们游泳與躲藏時得以容易移动。他们可以通过奇怪形状的通道和更有效地隐藏自己以避免被捕食。當挤压岩石時他们能够创造一股力量和创造一個“撬開”的姿势。對他們而言，這付轻量级的、灵活的组件可以用很少的肌肉便能运动自如。
這些生物有一些相對簡單的途徑進行循環和呼吸。而且，這些生物有一個緩衝機制，讓他們保護內部器官以免受到衝撞。然而，它無法有效地保護內部器官免受外界的傷害。

## 生物
一个包含靜水骨骼的简单脊椎动物例子是肠鳃纲生物，例如「柱頭蟲」。該生物归类为半索動物門，是一種海洋蠕虫，使用他們的靜水骨骼挖掘地道和固定於地面。这可以用于运动，也可以帮助他們“隐藏”在海底以防範外部攻擊。